# La Coqueluche de ces dames
Pour plus de détails, voir Fiche technique et Distribution.
La Coqueluche de ces dames est un film français réalisé par Gabriel Rosca, sorti en 1936.

## Fiche technique
- Titre : La Coqueluche de ces dames
- Réalisation : Gabriel Rosca
- Scénario : Jean-Louis Bouquet
- Musique : Paul Devred et Germaine Raynal
- Production : Ciné Phœnix
- Pays d'origine :  France
- Format :  Noir et blanc - 35 mm - Son mono
- Genre : Comédie
- Durée : 80 minutes
- Date de sortie : France - 5 juin 1936